# Juan de Mella
Juan de Mella (ur. w 1397, zm. 12 października 1467) – kastylijski kardynał.

## Życiorys
Urodził się w Zamorze. Jego ojciec był notariuszem w kurii biskupiej w Zamorze. Brat, Alfonso de Mella, wstąpił do zakonu franciszkanów i został później członkiem radykalnego, heretyckiego odłamu tego zakonu, zwanego fraticelli. Młody Juan de Mella podjął studia na uniwersytecie w Salamance i uzyskał doktorat z prawa kanonicznego. Przyjął święcenia kapłańskie i objął kilka beneficjów w Kastylii (dziekanat kapituły w Corii, archidiakonat Madrytu, prebenda w Toledo). Za pontyfikatu Marcina V (1417–1431) przybył do Rzymu jako członek delegacji broniącej arcybiskupa Sewilli Diega de Anayę Maldonado przed zarzutami o wspieranie antypapieża Klemensa VIII. Po zakończeniu tej misji pozostał w Rzymie i został przyjęty na dwór kolejnego papieża Eugeniusza IV (1431–1447), który mianował go audytorem Roty Rzymskiej (1432).
12 kwietnia 1434 roku zaproponowano kandydaturę Juana de Mella na biskupa Leónu, jednak nominacja ta nie doszła wówczas do skutku, gdyż dotychczasowy biskup Leónu, Alfonso de Cusanca, nie zaakceptował przeniesienia do diecezji Osma. Dopiero po jego śmierci Juan został ponownie mianowany biskupem tej diecezji. Juan de Mella pozostał jednak w Kurii Rzymskiej i wziął udział w Soborze Florenckim. Był członkiem komisji soborowej, która zredagowała tekst bulli Laetentur coeli ustanawiającej unię z Kościołem greckim. 6 kwietnia 1440 roku Eugeniusz IV przeniósł go do diecezji Zamora, jednak nadal rezydował w Rzymie. Diecezją zarządzał przez swego brata, Fernanda, biskupa pomocniczego. W latach 1455–1457 pełnił urząd regenta Kancelarii Apostolskiej.
17 grudnia 1456 roku papież Kalikst III mianował go kardynałem prezbiterem, a dzień później nadał mu kościół tytularny S. Prisca. Był odtąd znany jako „Kardynał z Zamory”. Uczestniczył w konklawe w 1458 i 1464 roku. 20 maja 1465 roku został przeniesiony do diecezji Sigüenza. W tym samym roku wymienił też swój pierwotny kościół tytularny na bazylikę S. Lorenzo in Damaso.
Juan de Mella zmarł w Rzymie w wyniku epidemii dżumy w wieku siedemdziesięciu lat.